# Krang (Teenage Mutant Ninja Turtles)
Krang é um supervilão que aparece nos programas de TV Teenage Mutant Ninja Turtles, mais frequentemente na série de 1987, e na media associada, tal como os livros Teenage Mutant Ninja Turtles Adventures e na maior parte dos jogos clássicos TMNT. Krang aparece no filme Teenage Mutant Ninja Turtles: Out of the Shadows como principal vilão.
Krang apareceu pela primeira vez na revista  de banda desenhada Teenage Mutant Ninja Turtles Adventures vol. 1, #1, publicado pela Archie Comics em Agosto de 1988. Na série de TV de 1987, Krang tem a voz de Pat Fraley. Um dos principais antagonistas das Tartarugas, aparece como General Kraang na série de 2012 da IDW Publishing. A personagem usa um enorme, volumoso e poderoso corpo mecânico. Krang está numa cabine dentro do torso. No filme de 2016: Teenage Mutant Ninja Turtles: Out of the Shadows, Brad Garrett interpreta Krang que quer dominar a terra com a ajuda do Destruidor, mas se mostra um traidor quando congela o mesmo para sua "sala de troféus".